# Мохаммад-Реза Караї Аштіані
Мохаммад-Реза Гараї Аштіані (перс. محمدرضا قرایی آشتیانی) — військовослужбовець іранських військових у званні бригадного генерала, який обійма'є пост міністра оборони з 2021 року.  Аштіані склав присягу 25 серпня 2021 року, замінивши на цій посаді міністра оборони.

## Військова кар'єра
2 липня 2019 року Аштіані був підвищений до заступника начальника штабу Збройних сил Ісламської Республіки Іран (Артеш) згідно з указом верховного лідера Алі Хаменеї. Аштіані змінив генерал-майора Атаоллу Салехі.
Він був обраний міністром оборони президентом Ібрагімом Райсі, а потім був затверджений і вступив на посаду 25 серпня 2021 року.

## Міністр оборони
Вибір Аштіані на цю посаду підтримав колишній міністр Амір Хатамі, який назвав Аштіані «найкращим кандидатом». Аштіані також сказав, що пріоритетом буде експорт різної оборонної продукції в інші країни світу.
У липні 2023 року Ашанті заявив про готовність постачати зброю до Південної Америки, зокрема в Болівію.
Також під керівництвом Аштіані Іран будує заводи із виробництва безпілотників у Єлабузі, (Татарстан, Росія) та вже відкрив завводу у Душанбе (Таджикистан) у 2022 році.

## Російсько-українська війна
У липні 2023 Аштіані підписав угоду про військове співробітництво із Білоруссю, зазначивши, що «Білорусь посідає особливе місце в зовнішній політиці Ірану». У звіті ISW повідомляється, що Іран будує завод із виробництва дронів у Росії та Білорусі, зокрема перебудувавши завод у Гомельській області для виробництва Шахедів.